# Polokce
Polokce (en serbe cyrillique : Полокце) est un village de Serbie situé sur le territoire de la Ville de Novi Pazar, district de Raška. Au recensement de 2011, il comptait 80 habitants.

## Démographie
| 1948 | 1953 | 1961 | 1971 | 1981 | 1991 | 2002 | 2011 |
| ---- | ---- | ---- | ---- | ---- | ---- | ---- | ---- |
| 302  | 324  | 371  | 318  | 212  | 169  | 117  | 80   |

|  |